# Barranc de les Valls (Isona)
El barranc de les Valls és un barranc del terme municipal d'Isona i Conca Dellà, pertanyent íntegrament a l'antic terme d'Isona. Es troba a la comarca del Pallars Jussà.
Es forma a llevant i a sota del Castell de Llordà per transformació del barranc de la Bassa. Des d'aquell lloc discorre cap al sud-oest, alternant trams que emprèn la direcció sud, i, en arribar a davant de l'Obac de l'Església, s'uneix al barranc de l'Obac de l'Església, que és un tram del barranc de Francolí.